# Robert Dubovsky
Robert Dubovsky (* 5. Juli 1907 in Wien; † 24. Mai 1991 ebenda) war ein österreichischer Werkzeugmacher und Politiker (KPÖ). Dubovsky war von 1945 bis 1959 Abgeordneter zum Landtag von Niederösterreich.

## Leben
Dubovsky besuchte die Volks- und Hauptschule, bevor er eine Lehre als Werkzeugmacher absolvierte. Er trat 1933 der KPÖ bei und wurde nach 1934 mehrmals verhaftet. Nach der Machtübernahme der Nationalsozialisten wurde Dubovsky von 1939 bis 1944 im KZ Dachau bzw. KZ Buchenwald inhaftiert. Nach dem Ende des Zweiten Weltkriegs vertrat Dubovsky die KPÖ vom 12. Dezember 1945 bis zum 4. Juni 1959 im Niederösterreichischen Landtag. Er war zudem von 1948 bis 1963 Landesobmann der kommunistischen Gemeindevertreter, ab 1953 geschäftsführender Landesparteiobmann der KPÖ sowie von 1956, als Nachfolger von Franz Honner, bis 1968 Landesparteiobmann der KPÖ. Des Weiteren saß er im Aufsichtsrat der Newag.

## Ehrungen
- 1977 erhielt Dubovsky das Ehrenzeichen für Verdienste um die Befreiung Österreichs[3]